# Замирање средњовековног српског рударства на теориторији Босне
Средњовековно рударство на територији Републике Српске, као и Босне и Херцеговине, почиње да се развија још за време бронзаног доба. Међутим најзначајнијим рударима се сматрају рудари из Немачке - Саси, које су владари доводили да би обављали делатонсти везане за рударство, као и да би учествовали у отварању нових рудника. За време владавине Турака, на простору данашње Републике Српске, рударство стагнира.
Рударство у овој области достиже процват тек након завршетка Другог светског рата, у оквиру СФРЈ, када рудници прелазе у власништво државе.

## Рударство
Рударство је једна од најстаријих грана индустрије која обухвата процесе налажења руде - минералне сировине, као и експлоатације исте. У руди се налазе одређени минерали на основу којих се може одредити квалитет и цена руде. Неки од важних минерала који улазе у састав руде су: барит, боксит, халкопирит, доломит, галенит, злато, хематит, магнетит и др.
Експлоатација минералних сировина се може извести на два начина:
1. површинским путем
2. подземним путем

### Дежевица
Дежевица је познати рудник сребра из средњег века, који је годишње производио око 14 kg. сребра. То је доносило добит између 3.000 и 4.500 акчи. Такође је био и познат по гвозденој руди, коју је тадашња власт пронашла и обрађивала. Ипак, у 17. веку престаје свака помена овог рудника.

### Боровица
Не тако познат рудник сребра Боровица потиче из средњег века. У средњовековним књигама се не може наћи податак о постојању овог рудника, али потрвда о његовом постојању се могла пронаћи у дефтеру. Рудник је са годишњом производњом од око 50 kg. сребра, доносио приход од око 10.500 акчи.

### Даштанско
Такође непоѕнат рудник сребра, али према подацима свакако отворен у средњовековном периоду. Првобитно се обављала само експлоатација сребра, да би се након одређеног периода прешло и на обраду гвоздене руде. У међувремену производња сребра је престала, а произвидња гвожђа се одржала у 12 топионичких пећи. Ови рудници су доносили годишњи приход од око 11.102 акчи.

### Остружница
Остружница је у средњем веку била рудник сребра, међутим из других извора се налази информација да је позата само као рудник гвожђа са приходом од око 3.000 акчи.

### Бусовача и Вареша
Доказ да су рудници гвожђа пролазили боље него рудници сребра сведоче баш ова два рудника. Величина прихода коју је доносила Бусовача није позната, али је зато пораст домаћинстава показатељ велике експлоатације. Рудник Вареш је годишње доносио до око 53.000 акчи. Због квалитете рудног богатства, Вареш је успео своју производњу да одржи чак до модерног доба. У околини Вареша јављају се још два мања рудника - Бргуле (Јаври) и Мирчези.